# De La Plata (Sant Joan)
De La Plata, Sant Joan es un cultivar de higuera de tipo higo común Ficus carica, unífera de higos de epidermis con color de fondo verde blanquecino con sobre color amarillo marronáceo claro. Se cultiva en la colección de higueras de Montserrat Pons i Boscana en Llucmajor, Islas Baleares.

## Sinonimia
- „sin sinónimos“ en Islas Baleares.[3][5][6]

## Historia
Actualmente la cultiva en su colección de higueras baleares Montserrat Pons i Boscana, rescatada de un ejemplar o higuera madre localizada en el término de Sant Joan.
Esta variedad 'De La Plata, Sant Joan' fue descrita por Roselló, Rallo y Sacarès (Les figueres Mallorquines, 1995), no tiene nada que ver con la variedad 'De La Plata' nombrada y descrita por Esterlich (La higuera y cultivo en España, 1910), por lo que se le añade el nombre del lugar de donde es originaria "Sant Joan" (San Juan) para diferenciarla de la variedad descrita por Estelrich.
La variedad 'De La Plata, Sant Joan' es originaria de Sant Joan. Las hojas son mayoritariamente trilobuladas con el lóbulo central a menudo asimétrico, con muy pocas enteras y contadas pentalobuladas. Todas sus hojas relucen con la luz del sol con un brillo plateado, de donde le viene el nombre de la variedad.

## Características
La higuera 'De La Plata, Sant Joan' es una variedad unífera de tipo higo común. Árbol de desarrollo mediano, copa redondeada, y anchura notable con ramaje esparcido. Sus hojas con 3 lóbulos (98%) son las mayoritarias y 1 lóbulo (2%). Sus hojas con dientes presentes y márgenes serrados ondulados. 'De La Plata, Sant Joan' tienen poco desprendimiento de higos, y un rendimiento productivo elevado por cada árbol. La yema apical es cónica de color verde fuerte.
Los higos 'De La Plata, Sant Joan' son higos con forma urceolada, que presentan unos frutos grandes de unos 33,450 gramos en promedio, de epidermis de consistencia dura de grosor mediano pero fina, de color de fondo verde blanquecino con sobre color amarillo marronáceo claro. Ostiolo de 3 a 5 mm con escamas pequeñas marrón claro. Pedúnculo de 6 a 10 mm cilíndrico verde claro. Grietas longitudinales escasas. Costillas prominentes. Con un ºBrix (grado de azúcar) de 27, sabor dulce sabroso, con consistencia dura, con color de la pulpa rojo oscuro. Con cavidad interna pequeña y una gran cantidad de aquenios pequeños. Son de un inicio de maduración sobre el 12 de septiembre al 18 de octubre y de rendimiento por árbol elevado.
Se usa para higo fresco en consumo humano y para la alimentación animal de ganado bovino y porcino. Producción alta. Son muy resistentes a las lluvias, al agriado y muy resistentes a la apertura del ostiolo.

## Cultivo
'De La Plata, Sant Joan', es una variedad que se utiliza en fresco en consumo humano. También para consumo animal tanto en fresco como seco en ganado porcino y ovino. Se está tratando de recuperar de ejemplares cultivados en la colección de higueras baleares de Montserrat Pons i Boscana en Llucmajor.